# Ludvik Leskovar
Lud(o)vik Leskovar, slovenski odvetnik in društveni delavec, * 31. julij 1916, Oplotnica, † 5. julij 1983, Chicago. 
Leskovar je leta 1941 diplomiral na ljubljanski PF. Po vojni je živel Avstriji in Italiji in se nato preselil v Chicago, kjer je postal eden izmed najdelavnejših kulturnih delavcev med slovenskimi izseljenci, med drugim je v Chicagu 1950 ustanovil Slovenski radijski klub.